# 過海隧道巴士302線
過海隧道巴士302線是香港一條單向由慈雲山（北）開往上環（金龍中心）的特快過海巴士路線，只於平日上午繁忙時間提供服務，由城巴及九巴聯合營運，途經鑽石山、彩虹、九龍灣、灣仔及中環，取道觀塘繞道、東區海底隧道及東區走廊，是慈雲山首條來往中西區的專利過海巴士路線，也是慈雲山目前僅有兩條往返港島區的巴士路線 （另一條是全日往返港島東的116線）。
過海隧道巴士302A線是302線的特別班次，只於星期一至五早上繁忙時間（與同樣往港島東的116線的反方向，但不包括116經的西灣河至太古一帶）由慈雲山（北）單向前往健康村，途經斧山及彩虹，然後取道觀塘道不停站直達東隧，於港島區途經西灣河、太古站（康山）及鰂魚涌。

## 歷史
- 1991年7月29日：302線投入服務，由九巴及中巴聯營，當時總站位於德輔道中102號詹氏大廈對出。
- 1992年5月18日：302線延長至上環（金龍中心）。
- 1997年11月9日：配合總站重建，慈雲山（北）巴士總站暫停使用，遷入新啟用的慈雲山（中）巴士總站。
- 1998年9月1日：中巴專營權結束，政府原計劃勒令取消此路線，最後改由九巴及新巴聯營。
- 2000年12月31日：慈雲山（北）總站重新啟用，總站遷回慈雲山（北），繞經慈雲山（中）。
- 2011年10月21日：302線提早星期一至五頭班車開出時間並修改星期一至五其他班次的開出時間[1]。
- 2013年10月28日：302A線投入服務[2][3][4]。302線星期六改為祇開出兩班車[5]。
- 2016年4月17日：九巴班次增設到站時間預報。
- 2017年11月27日：302線在星期一至五試行增至六班車[6]。
- 2018年2月14日：302線落實在星期一至五增至六班車[7]。
- 2018年2月24日：302線星期六班次調整至一班[8]。
- 2018年7月27日：新巴班次增設實時抵站時間查詢服務。
- 2023年7月1日：因應新巴城巴合併，本線改由九巴及城巴聯合經營。

## 服務時間及班次
302
- 慈雲山（北）開：
  - 星期一至五：07:15、07:25、07:35、07:45、08:00、08:10
  - 星期六：07:45

星期日及公眾假期不設服務
302A
- 慈雲山（北）開：
  - 星期一至五：07:50、08:05

星期六、日及公眾假期不設服務
- 有紅字班次為九巴派車，其餘班次為城巴派車。

## 收費
302(A)
全程：$13.8（302）／$14.4（302A）
- 過東區海底隧道後往上環（金龍中心）（302）／北角（健康村）（302A）：$7.7

| - 本線設有12歲以下小童及65歲或以上長者半價優惠。 - 65歲或以上香港居民使用「樂悠咭」，以及12歲以下合資格殘疾兒童使用「殘疾人士身份」個人八達通繳付車資，均可享有每程$2.0或半價（以較低者為準）的票價優惠；12至64歲合資格殘疾人士使用「殘疾人士身份」個人八達通（包括「樂悠咭」），以及60至64歲香港居民使用「樂悠咭」繳付車資，均可享有每程$2.0或全費（以較低者為準）的票價優惠。 - 65歲或以上長者如使用長者或一般個人八達通繳付車資，則只可享有半價優惠；12至64歲合資格殘疾人士如不使用「殘疾人士身份」個人八達通，以及60至64歲人士如不使用「樂悠咭」繳付車資，必須繳付全費。 - 乘客可以現金或八達通於上車時付款，不設找續。 - 每位成人乘客可免費攜帶最多兩名4歲以下而不佔座位的兒童乘客乘車，超額之4歲以下小童必須繳付小童車費乘車。 - 持有「九巴月票」之乘客在車票有效期內，每日可享最多10程任何九龍巴士及龍運巴士路線（包括本路線，合資格車程只適用於九龍巴士／龍運巴士提供的班次；惟乘搭機場「A」及「NA」線則可享原價二七折優惠（不會計算每天10次合資格車程））；而B1線則可每日可享最多2程（不會計算每天10次合資格車程）。 - 九龍巴士、城巴、龍運巴士及陽光巴士全職員工及家屬（不包括外判職員）可免費乘搭本路線（陽光巴士員工及家屬只適用於九龍巴士提供的班次），惟必須拍職員或職員家屬八達通。 - 乘客亦可使用AlipayHK「易乘碼」、支付寶、WeChatHK／微信支付「搭車碼」、銀聯雲閃付「乘車碼」及BOC Pay「乘車碼」、具有感應式支付功能的JCB、卡美國運通、大來國際、Discover Card（只適用於九龍巴士／龍運巴士提供的班次）、VISA、Mastercard及銀聯卡，以及Apple Pay、Google Pay及Samsung Pay流動支付平台繳付車資。九巴班次的乘客使用上述付款方式，將只可享有與其他九巴路線／聯營路線九巴班次之轉乘優惠；城巴班次的乘客使用上述付款方式，將只可享有與其他城巴獨營路線或聯營線城巴班次之轉乘優惠。乘客亦不能享有「公共交通費用補貼計劃」及「長者及合資格殘疾人士公共交通票價優惠計劃」。 |

## 八達通轉乘優惠
使用八達通卡乘搭此路線往港島方向之乘客，若於登車後150分鐘內在東區海底隧道巴士轉乘站以同一張八達通卡轉乘下列路線往港島，第二程成人票價可減收$5.0，小童／長者票價減收$2.5：
| 東隧轉乘優惠計劃路線列表 | 東隧轉乘優惠計劃路線列表 | 東隧轉乘優惠計劃路線列表 | 東隧轉乘優惠計劃路線列表 |
| 巴士公司                 | 轉乘路線                 | 出發地                   | 目的地                   |
| ------------------------ | ------------------------ | ------------------------ | ------------------------ |
| 城巴、九巴               | 302                      | 慈雲山（北）             | 上環                     |
| 城巴、九巴               | 302A                     | 慈雲山（北）             | 北角（健康村）           |
| 城巴、九巴               | 307                      | 大埔中心                 | 中環碼頭                 |
| 城巴、九巴               | 307A                     | 大埔頭                   | 上環                     |
| 城巴、九巴               | 307P                     | 大埔（汀太路）           | 天后站                   |
| 九巴                     | 373                      | 聯和墟                   | 中環（香港站）           |
| 城巴、九巴               | 601                      | 寶達                     | 金鐘（東）               |
| 城巴、九巴               | 601P                     | 寶達                     | 上環                     |
| 九巴                     | 603                      | 平田                     | 中環碼頭                 |
| 九巴                     | 603A                     | 平田                     | 中環                     |
| 九巴                     | 603S                     | 平田                     | 中環                     |
| 城巴、九巴               | 606                      | 彩雲（豐盛街）           | 小西灣（藍灣半島）       |
| 城巴、九巴               | 606A                     | 彩雲（豐盛街）           | 耀東邨                   |
| 城巴、九巴               | 606X                     | 九龍灣                   | 小西灣（藍灣半島）       |
| 城巴                     | 608                      | 九龍城（盛德街）         | 筲箕灣                   |
| 九巴                     | 613                      | 安泰（西）               | 筲箕灣                   |
| 九巴                     | 613A                     | 安泰（西）               | 杏花邨                   |
| 城巴、九巴               | 619                      | 順利                     | 中環（港澳碼頭）         |
| 城巴、九巴               | 619P                     | 順利                     | 中環（港澳碼頭）         |
| 城巴、九巴               | 641                      | 啟業                     | 中環（港澳碼頭）         |
| 城巴、九巴               | 671                      | 鑽石山站                 | 鴨脷洲（利樂街）         |
| 九巴                     | 673                      | 上水                     | 中環（香港站）           |
| 九巴                     | 673A                     | 上水                     | 中環（林士街）           |
| 九巴                     | 673P                     | 上水                     | 中環（林士街）           |
| 城巴、九巴               | 678                      | 上水                     | 銅鑼灣（東院道）         |
| 城巴、九巴               | 680                      | 利安                     | 金鐘（東）               |
| 城巴、九巴               | 680B                     | 富安花園                 | 金鐘（東）               |
| 城巴、九巴               | 680P                     | 烏溪沙站                 | 金鐘（東）               |
| 城巴、九巴               | 680X                     | 烏溪沙站                 | 中環（港澳碼頭）         |
| 城巴、九巴               | 681                      | 馬鞍山市中心             | 中環（香港站）           |
| 城巴、九巴               | 681P                     | 耀安                     | 上環                     |
| 城巴                     | 682                      | 烏溪沙站                 | 柴灣（東）               |
| 城巴                     | 682A                     | 馬鞍山市中心             | 柴灣（東）               |
| 城巴                     | 682B                     | 沙田（水泉澳邨）         | 柴灣（東）               |
| 城巴                     | 682P                     | 烏溪沙站                 | 柴灣（東）               |
| 城巴、九巴               | 690                      | 康盛花園                 | 中環（交易廣場）         |
| 城巴、九巴               | 690P                     | 康盛花園                 | 中環（交易廣場）         |
| 城巴                     | 694                      | 調景嶺站                 | 小西灣邨                 |

## 使用車輛
- 本線九巴的主要派車由九龍灣廠派車，沒有固定的車型，由26及89線抽調車輛行駛，富豪超級奧林比安12米（3ASV）和丹尼士三叉戟12米（ATR）等高載客量低地台巴士為主要車型。而新巴主要的用車，多數為一輛丹尼士三叉戟12米或10.3米雙層空調巴士，並只行走08:10一班。

## 行車路線
302
經：慈雲山道、惠華街、慈雲山（中）巴士總站、惠華街、慈雲山道、蒲崗村道、鳳德道、斧山道、斧山道天橋、彩虹道、彩虹邨通道、太子道東、觀塘道、偉業街、啟祥道、啟福道、觀塘繞道、鯉魚門道、東區海底隧道、東區走廊、維園道、告士打道、夏愨道、紅棉路、金鐘道及德輔道中。
302A
經：慈雲山道、惠華街、慈雲山（中）巴士總站、惠華街、慈雲山道、蒲崗村道、斧山道、彩虹迴旋處、彩虹邨通道、太子道東、觀塘道、鯉魚門道、東區海底隧道、東區走廊、太安街、筲箕灣道、康山道及英皇道。

### 沿線車站
302
| 1                               | 慈雲山（北）巴士總站           | 慈雲山（北）巴士總站 |
| 2                               | 慈愛苑愛富閣                   | 慈雲山道             |
| 3                               | 慈雲山（中）巴士總站           | 慈雲山（中）巴士總站 |
| 4                               | 慈正邨正康樓                   | 慈雲山道             |
| 5                               | 德愛中學                       | 慈雲山道             |
| 6                               | 鳳德邨硃鳳樓                   | 蒲崗村道             |
| 7                               | 鳳鑽苑                         |                      |
| 8                               | 鳳德商場                       | 鳳德道               |
| 9                               | 志蓮淨苑                       | 鳳德道               |
| 10                              | 彩虹轉車站－彩虹邨金碧樓（L1） | 彩虹邨通道           |
| 11                              | 坪石邨                         | 太子道東             |
| 觀塘道                          |                                |                      |
| 12                              | 香港輔助警察隊總部             | 啟祥道               |
| 觀塘繞道                        |                                |                      |
| 13                              | 東區海底隧道轉車站（K2）       | 東區海底隧道         |
| 東區海底隧道； 東區走廊、維園道 |                                |                      |
| 14                              | 舊灣仔警署                     | 告士打道             |
| 15                              | 分域街                         | 告士打道             |
| 16                              | 金鐘站－海富中心               | 夏慤道               |
| 17                              | 匯豐總行大廈                   | 德輔道中             |
| 18                              | 利源東街                       | 德輔道中             |
| 19                              | 金龍中心 （林士街）            | 德輔道中             |

302A
| 1                       | 慈雲山（北）巴士總站           | 慈雲山（北）巴士總站 |
| 2                       | 慈愛苑愛富閣                   | 慈雲山道             |
| 3                       | 慈雲山（中）巴士總站           | 慈雲山（中）巴士總站 |
| 4                       | 慈正邨正康樓                   | 慈雲山道             |
| 5                       | 德愛中學                       | 慈雲山道             |
| 6                       | 鑽石山火葬場                   | 蒲崗村道             |
| 7                       | 富山邨                         | 蒲崗村道             |
| 8                       | 斧山道運動場                   | 斧山道               |
| 9                       | 彩虹轉車站－彩虹邨金碧樓（L1） | 彩虹邨通道           |
| 10                      | 坪石邨                         | 太子道東             |
| 觀塘道、鯉魚門道        |                                |                      |
| 11                      | 東區海底隧道轉車站（K2）       | 東區海底隧道         |
| 東區海底隧道； 東區走廊 |                                |                      |
| 13                      | 太富街                         | 筲箕灣道             |
| 14                      | 康怡廣場                       | 康山道               |
| 15                      | 寶峰園                         | 英皇道               |
| 16                      | 鰂魚涌街                       | 英皇道               |
| 17                      | 太古坊                         | 英皇道               |
| 18                      | 民新街                         | 英皇道               |
| 19                      | 模範邨                         | 英皇道               |
| 20                      | 健康村                         | 英皇道               |

## 客量
302線是慈雲山唯一往灣仔及中上環的巴士路線。由於慈雲山不近港鐵站，再加上此路線能提供鑽石山及彩虹至港島的特快服務，星期一至五的班次均會滿座，九巴過往均須加班以迎合需求。有人提出302應提供回程甚至全日服務。
302A線行經觀塘道（不停站）、東區海底隧道及東區走廊直達港島東區，比116線及港鐵快，避開紅磡海底隧道的塞車問題，以及能去到116線不能前往的西灣河及康山。

## 外部連結
九巴
- 九巴官方路線資料：302
- 九巴官方路線資料：302A

城巴
- 過海隧道巴士302線 （页面存档备份，存于）
- 過海隧道巴士302線路線圖 （页面存档备份，存于）
- 過海隧道巴士302線路線圖 （页面存档备份，存于）

其他
- 過海隧道巴士302線－681巴士總站 （页面存档备份，存于）
- 九巴官方網站302A線宣傳單張 （页面存档备份，存于）